# Nosheena Mobarik, Baroness Mobarik

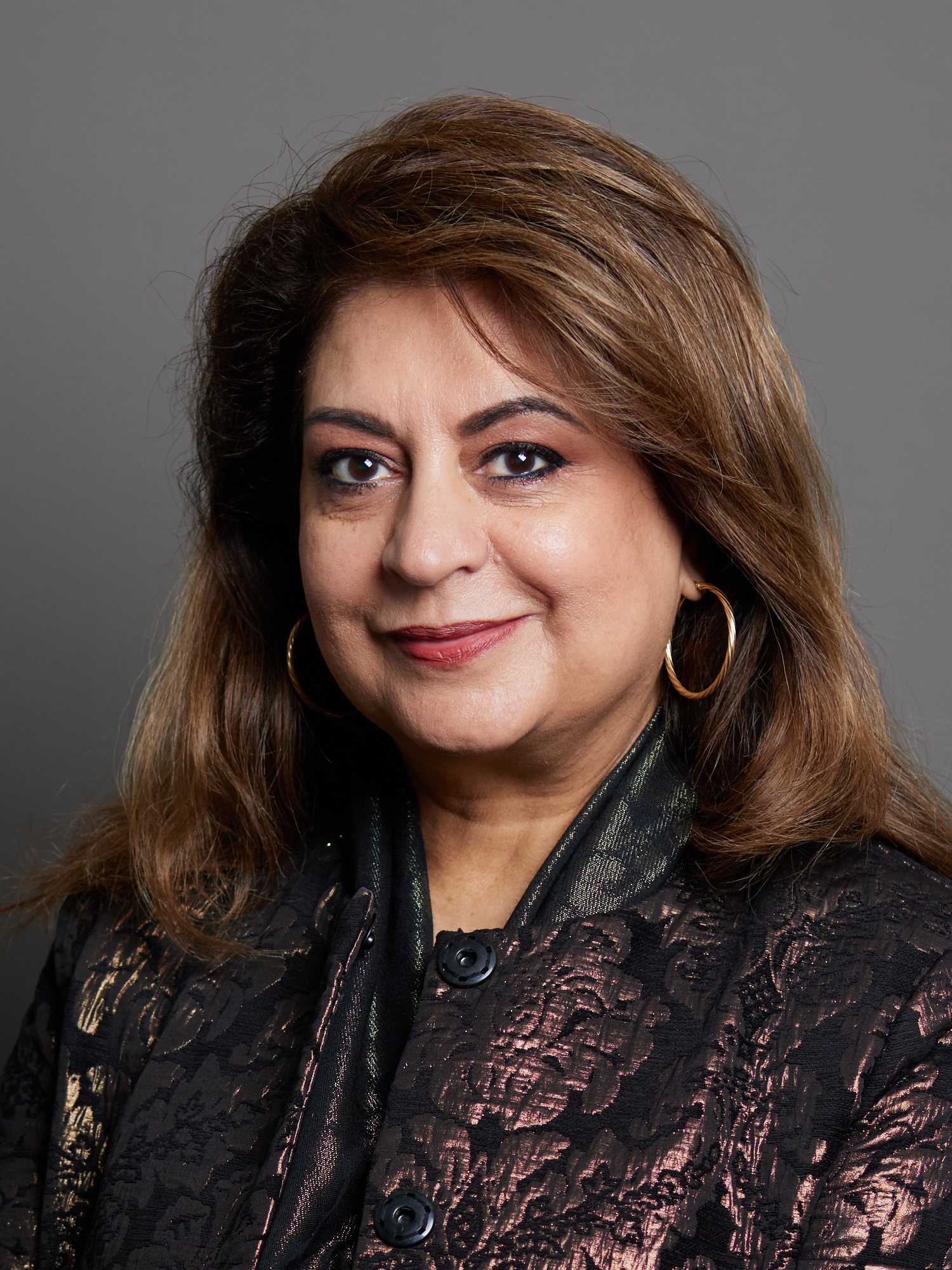
Nosheena Mobarik, Baroness Mobarik, 2022

Nosheena Shaheen Mobarik, Baroness Mobarik CBE (* 16. Oktober 1957 in Mian Channu, Punjab, Pakistan) ist eine britische Geschäftsfrau und Life Peer.

## Leben
Mobariks Vater hatte in Pakistan ein Geschäft, das sich mit dem Egrenieren von Baumwolle befasste. Im Alter von fünf oder sechs Jahren zog sie mit ihrem Vater nach Glasgow. Dort machte sie ihren Schulabschluss an der Shawlands Academy, ehe sie ein Wirtschaftsstudium an der Glasgow Caledonian University begann. Noch während ihres ersten Studienjahres heiratete sie Iqbal Mobarik und brach das Studium schließlich im zweiten Jahr aufgrund der anstehenden Geburt ihres ersten von zwei Kindern ab. Im Alter von 29 Jahren begann sie erneut ein Studium, diesmal Geschichte und Englische Literatur an der University of Strathclyde, welches sie erfolgreich mit einem BA abschloss.
Zusammen mit ihrem Mann gründete sie 1997 das Softwareunternehmen M Computer Technologies. Seit 2001 gehört sie dem Rat der Confederation of British Industry Schottland an. Von 2011 bis 2013 war sie Vorsitzende dieses Verbandes, seither ist sie Vizevorsitzende.
Bei der Europawahl 2014 kandidierte sie für die schottischen Conservatives auf Listenplatz 3, verpasste jedoch den Einzug ins Europaparlament. Am 19. September 2014 wurde sie in den Stand eines Life Peer erhoben und trägt seither offiziell den Titel Baroness Mobarik, of Mearns in the County of Renfrewshire.
Im Vorfeld des Referendums über die Unabhängigkeit Schottlands 2014 sprach sie sich klar für einen Verbleib Schottlands im Vereinigten Königreich aus und war Mitglied im Gremium der Better-Together-Kampagne.

## Auszeichnungen und Ehrungen
2004 wurde sie zum Officer of the Order of the British Empire (OBE) ernannt, im Juni 2014 sogar zum Commander (CBE).
Die schottische Zeitung The Herald zählte sie 2012 zu den 50 einflussreichsten Frauen Schottlands.
Im August 2012 verlieh ihr der pakistanische Staat den Orden Tamgha-i-Imtiaz (Medaille für herausragende Leistungen).
Im Januar 2013 erhielt sie die Ehrendoktorwürde der University of Glasgow.